# Wirtschaft der Mongolei

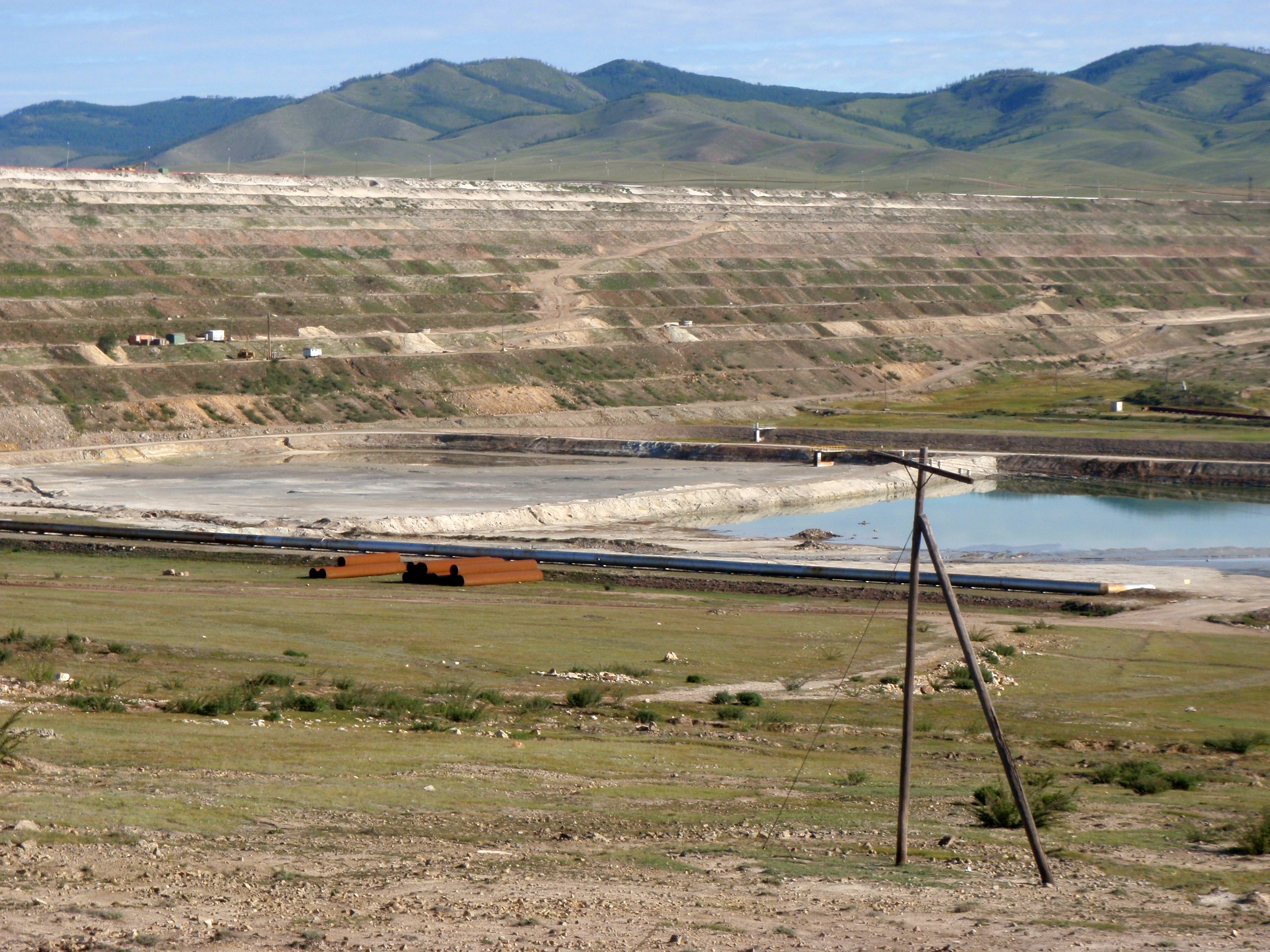
Das Gelände der Erdenet Mining Corporation

Die Wirtschaft in der Mongolei hat sich im Laufe des 20. Jahrhunderts aus einem ursprünglichen Agrarland nur sehr langsam weiterentwickelt. Kennzeichnend sind in der Mongolei nach wie vor die in rund 1500 Bags lebenden nomadischen Viehzüchter.
Im Jahr 1940 waren rund 90 % der arbeitenden Bevölkerung in der Landwirtschaft tätig, 2008 waren es immer noch etwa 36 %. Nach der kommunistischen Revolution in den 1920er Jahren schritt die angestrebte Verstaatlichung bzw. Kollektivierung anfangs nur langsam voran, es ging vielmehr zunächst um eine „allgemeine demokratische Transformation“: das feudalistische Systems der Khans und die buddhistische Tradition zeigte ein großes Beharrungsvermögen. Ackerbau und Industrie gab es nicht. Die technische Infrastruktur – sofern vorhanden – gehörte chinesischen oder anderen ausländischen Eigentümern. Ein großer Teil der männlichen Arbeitskräfte war in Klöstern gebunden. Im Jahr 1950 hatten private Besitzer noch 98,3 % der Viehbestände und 62,2 % der Saatflächen. Der staatliche Anteil an den Saatflächen stieg in den folgenden zehn Jahren von 37,8 % auf 77,5 an. Auf die Zahl der Beschäftigten in der Landwirtschaft hatte das zunächst keinen Einfluss. Der Schwerpunkt lag lange Zeit noch in der Tierhaltung: Im Jahr 1940 kamen 99,6 Prozent der landwirtschaftlichen Bruttoproduktion daraus. 1985 waren es immer noch rund 70 %; das Vieh bestand zu fast 60 % aus Schafen. Letztlich scheiterte das sozialistische Wirtschaftssystem wie in vielen anderen Ländern auch.
Die industrielle Entwicklung umfasste die Technisierung in der Landwirtschaft und die Erschließung wichtiger Rohstoffvorkommen wie Kupfer, Kohle, Molybdän, Zinn, Wolfram und Gold. Die Mongolei zählt zu den zehn rohstoffreichsten Staaten der Erde. Allerdings sind viele Unternehmen in ausländischem Besitz. Die Erdenet Mining Corporation in der 1974 gegründeten Stadt Erdenet betreibt das viertgrößte Kupferbergwerk der Welt und befindet sich zu 49 % in russischer Hand. Die Goldmine Boroo ist zu 95 % im Besitz des kanadischen Bergbauunternehmens Centerra Gold. Die Rio Tinto Group kontrolliert 66 % der Mine von Ojuu Tolgoi, der staatliche Anteil beträgt 34 %.

## Landwirtschaft

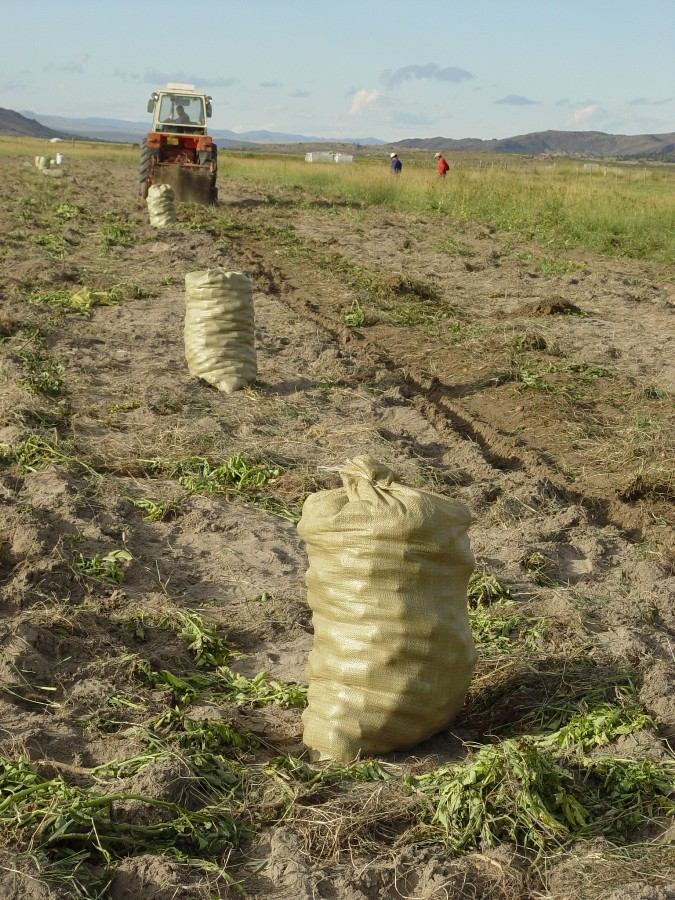
Kartoffelernte im Sum Charchorin

Wegen der geographisch bedingt sehr kargen Böden, der langen Winter, der geringen Niederschläge, der nomadischen Tradition des Landes und der kurzen Vegetationsperiode von nur 95–110 Tagen hat sich in der Mongolei nur sehr wenig Ackerbau entwickelt. Im Unterschied dazu ist aber eine hoch spezialisierte Viehwirtschaft entstanden. Dabei werden fünf Nutztierarten gehalten, deren Produkte und Nutzen genau aufeinander abgestimmt in die nomadische Lebensweise eingebunden sind: Schaf (Wolle, Milch, Fleisch), Ziege (Fell, Milch), Yak (Milch, Leder, Fleisch), Pferd (Milch, Transport) und Kamel (Milch, Lasttransport).
Traditionelle Erzeugnisse der Landwirtschaft sind Fleisch (sechs Millionen Großtier-Schlachtungen 2002), Milch, Schaf- und Kaschmirwolle; außerdem Getreide (auf wenigen Promille der Landesfläche), Kartoffeln und Gemüse.
Viele bedeutende Kulturpflanzen können in dem rauen Klima der Mongolei allerdings nicht gedeihen. Nur ein Prozent der nutzbaren Fläche des Landes wird für den Anbau genutzt (1998: 1.322.000 ha, entsprechend 3.266.000 acres). Daher konzentriert sich die Landwirtschaft auf die Viehzucht, und der Anbau beschäftigt nur drei Prozent der arbeitenden Bevölkerung. Angebaut werden hauptsächlich Weizen, Gerste, Hafer und Kartoffeln. In geringem Umfang werden auch Mais, Hirse und Raps angebaut.
Die moderne Landwirtschaft entwickelte sich in der Mongolei nur langsam. Erste Versuche der Kollektivierung begannen mit der Gründung von Staatsfarmen in den 1930er Jahren. 1940 bestanden zehn Staatsfarmen und 91 „Negdel“ genannte landwirtschaftliche Kooperativen. In diesem Jahr erwirtschaftete die Landwirtschaft 61 % des Nationaleinkommens und beschäftigte rund 90 % der arbeitenden Bevölkerung. Die Zahl der landwirtschaftlichen Kooperativen stieg von 139 im Jahr 1950 auf 364 im Jahr 1960. 1959 war die Landwirtschaft zu 100 % kollektiviert.
1960 war der Anteil der Landwirtschaft am Nationaleinkommen (nach der in den damaligen sozialistischen Staaten angewandten Methodik) bereits auf 22,9 % gesunken, doch sie beschäftigte noch 60,8 % der arbeitenden Bevölkerung. Nach 1960 stieg die Anzahl der Staatsfarmen, und die Zahl der Kooperativen nahm durch Zusammenlegung ab, auch wurden Spezialfarmen zum Anbau von Futterpflanzen gegründet. Nachdem die Mongolei 1962 Mitglied des Rates für gegenseitige Wirtschaftshilfe (RGW) geworden war, erhielt ihre Landwirtschaft in größerem Umfang Unterstützung durch die Sowjetunion und andere Mitglieder des RGW, vor allem aus der Tschechoslowakei und Ungarn.
Die Negdels, die sich auf Viehzucht konzentrierten, wurden in Brigaden und diese in „Suuri“ genannte Basen, bestehend aus mehreren Familien, eingeteilt. Jeder Suuri hatte seine eigenen Aufgaben und seine eigenen Geräte. Ein durchschnittlicher Negdel produzierte 1985 500 t Korn und verfügte über 61.500 Stück Vieh, 438.500 ha Land, von denen 1200 ha beackert werden konnten, 43 Traktoren, zwei Erntemaschinen und 18 Kraftfahrzeuge. Jedes einzelne Mitglied des Negdels durfte auch Vieh in Privatbesitz halten: In der Gebirgssteppe waren zehn Stück Vieh pro Person und bis zu 50 pro Haushalt zulässig sowie in Wüstengebieten bis zu 15 pro Person und bis zu 75 pro Haushalt. Mitglieder des Negdels durften ebenfalls ein Stück Land privatwirtschaftlich nutzen.

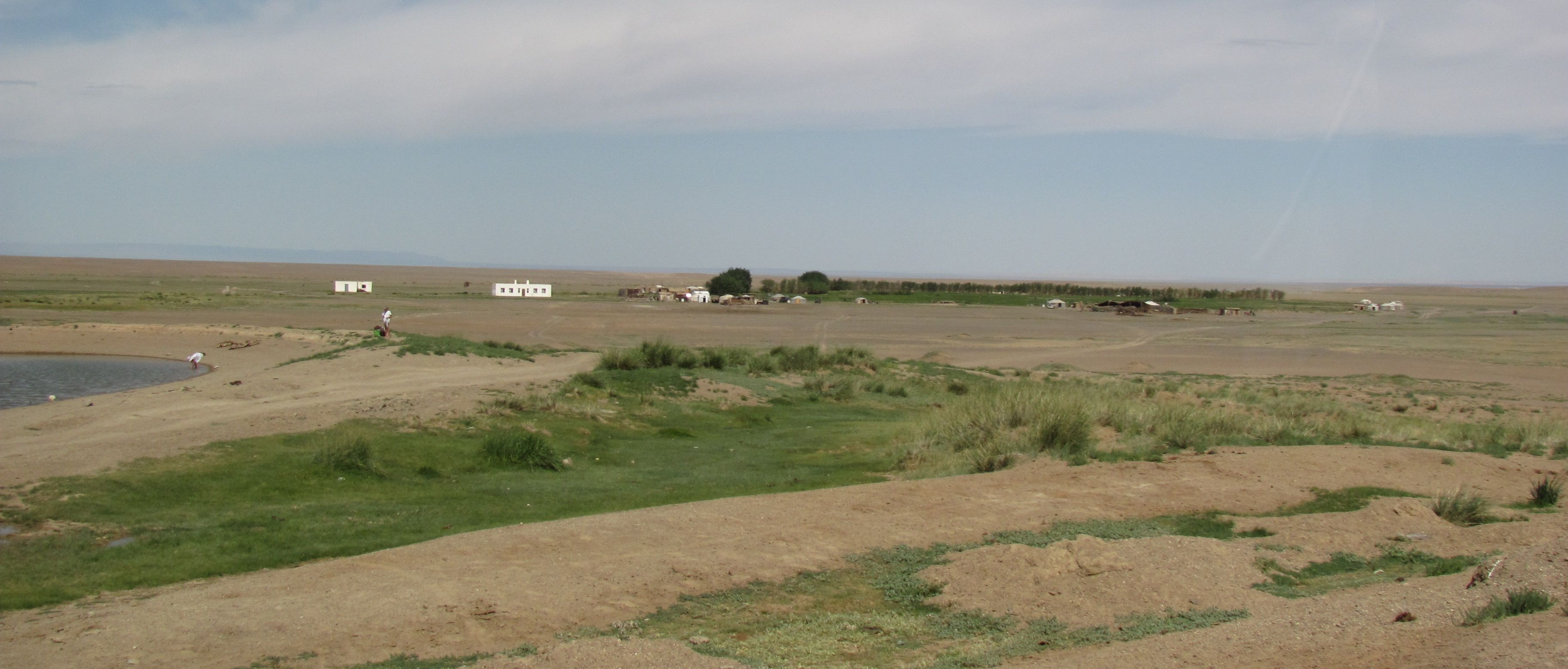
Oase Dal in der Wüste Gobi

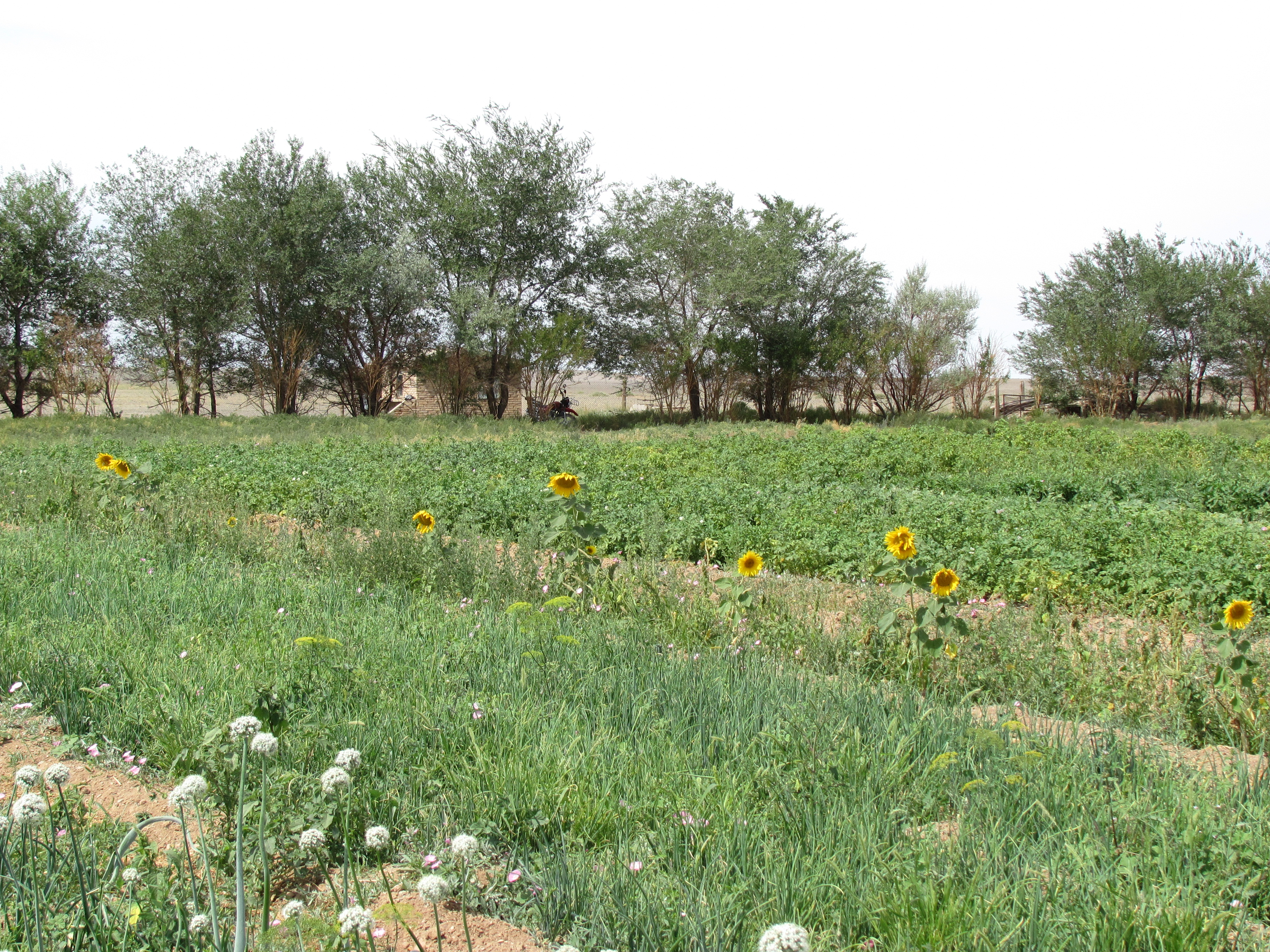
Gemüseanbau in der Oase Dal

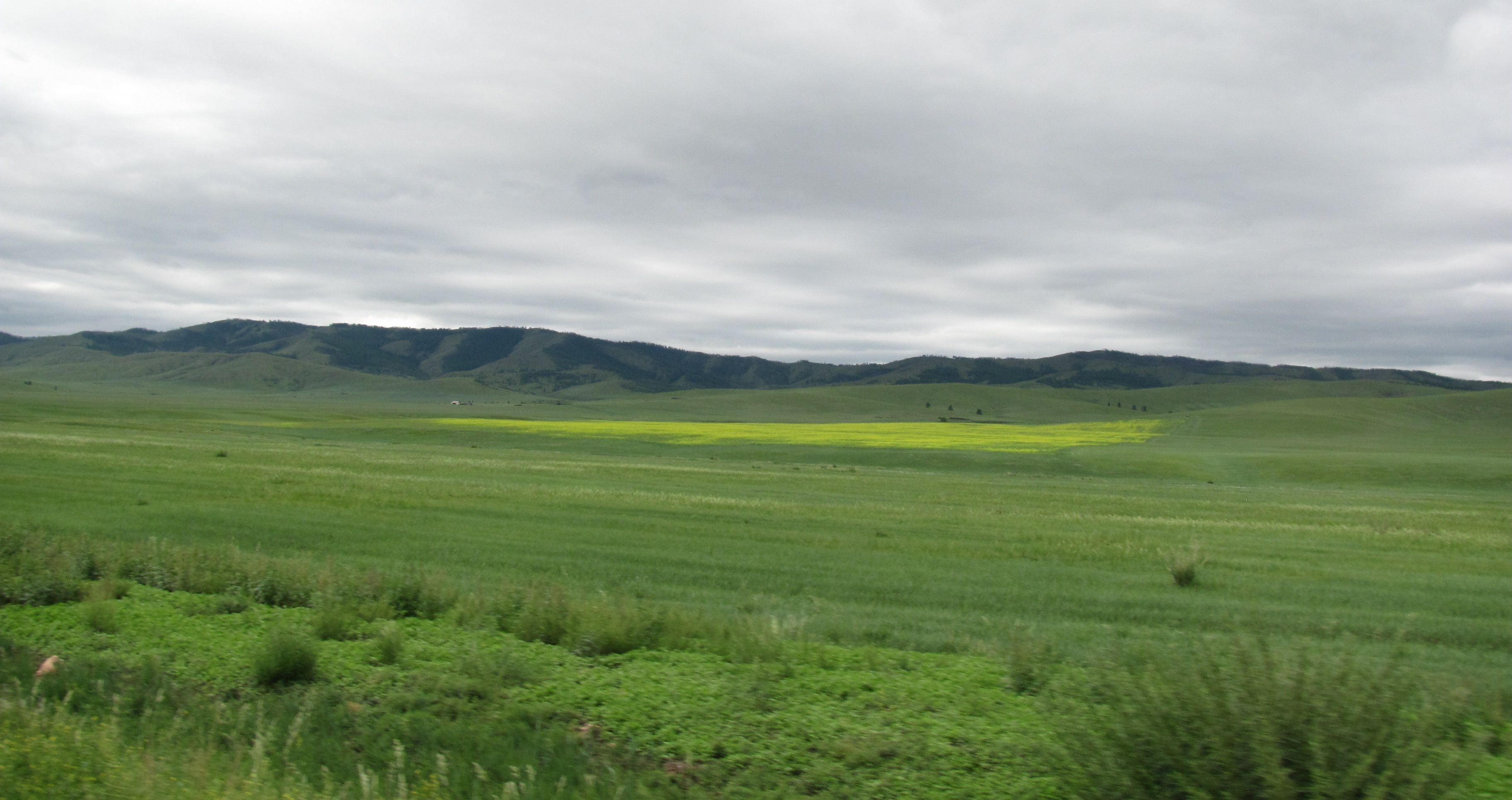
Rapsfeld im Selenge Aimag

Die Staatsfarmen (1985: 52) verfügten im Vergleich zu den Negdels (1985: 255) über mehr Kapital und über mehr Maschinen. Sie dienten mehr dem Ackerbau und lagen allgemein in ertragreicheren Gebieten oder in der Nähe von Bergbau- und Industriebetrieben. Zusätzlich bestanden 1985 17 Spezialfarmen hauptsächlich für den Anbau von Futterpflanzen. Eine Staatsfarm beschäftigte 1985 im Durchschnitt 500 Arbeiter und verfügte über 26.200 Stück Vieh, 178.600 ha Land, von denen 15.400 ackerbaulich genutzt werden konnten, 265 Traktoren, 36 Erntemaschinen und 40 Kraftfahrzeuge, und sie erntete im Durchschnitt 12.100 t Getreide.
Nach dem Zweiten Weltkrieg wurde in verstärktem Umfang begonnen, Neuland für den Ackerbau zu gewinnen. Erst im Jahr 1960 begann die Regierung der Mongolei, statistische Angaben über die ackerbaulich nutzbare Fläche zu veröffentlichen. Sie betrug in diesem Jahr 532.000 ha, von denen 77,5 % auf die vorhandenen 25 Staatsfarmen und 22,5 % auf die Kooperativen (Negdels) entfielen. 1985 lag die ackerbaulich nutzbare Fläche bereits bei 1,2 Millionen ha, die zum größten Teil von den 52 Staatsfarmen bearbeitet wurden, und in diesem Jahr plante man, weitere 120.000–130.000 ha ackerbaulich nutzbarer Fläche zu gewinnen.
Die Mechanisierung der Landwirtschaft begann mit sowjetischer Hilfe in den 1950er Jahren in größerem Umfang. Sie erreichte in den Staatsfarmen einen größeren Umfang als in den Kooperativen (Negdels). In den 1960er Jahren wurde mit ungarischer Hilfe mit verschiedenen Projekten zur künstlichen Bewässerung von Staatsfarmen begonnen, und bis 1985 waren 81.600 ha landwirtschaftlicher Nutzfläche künstlich bewässert.
Bei dem Anbau konzentrierte man sich anfangs auf Getreide, während der Anbau von Futterpflanzen erst in den 1950er Jahren begann. 1941 dienten 95,1 % der ackerbaulich genutzten Fläche dem Getreide-, 3,4 % dem Kartoffel- und 1,5 % dem Gemüseanbau. Seit 1960 war die Mongolei bei der Getreideproduktion Selbstversorger. 1985 wurden auf 60,6 % der bebauten Fläche Getreide, auf 17,7 % Futterpflanzen, auf 1,3 % Kartoffeln und auf 0,4 % Gemüse angebaut. Die wichtigsten Feldfrüchte waren Weizen, Gerste, Hafer und Kartoffeln. Zwischen 1960 und 1980 wuchs die ackerbaulich genutzte Fläche erheblich an, doch blieben die Ernteerträge wegen Naturkatastrophen und Missmanagement konstant.
Gegen Ende der 1980er Jahre war die Landwirtschaft immer noch ein bedeutender Teil der Wirtschaft der Mongolischen Volksrepublik. Sie beschäftigte 1985 33,8 % der arbeitenden Bevölkerung, erbrachte aber nur 18,3 % des Nationaleinkommens. Die Industrie des Landes verarbeitete hauptsächlich Nahrungsmittel und Holz für den Inlandsbedarf sowie tierische Produkte wie Häute und Felle für den Export. 1986 bestanden fast 60 % der Exporte der Mongolei aus landwirtschaftlichen Produkten.
Nach dem Ende des sog. sozialistischen Wirtschaftssystems fanden auch in der mongolischen Landwirtschaft tiefgreifende Veränderungen in der Eigentumsstruktur statt. Die wirtschaftliche Ausrichtung bleibt jedoch von den natürlichen Bedingungen und den Traditionen abhängig. Im Jahr 2006 entfielen 80 % der landwirtschaftlichen Erträge auf die Viehwirtschaft. Die Haltung der Tiere erfolgte nunmehr zu 97 % im Privatbesitz.
Die Bedeutung der Land- und Viehwirtschaft für das Bruttosozialprodukt (nach internationaler Methodik) hat mit einem Anteil von nur noch unter 20 % (2011) weiter abgenommen (1995: 38 %). Jedoch beschäftigt der Landwirtschaftssektor weiterhin ein Drittel der Bevölkerung.
2009 wurden 151.211 t Kartoffeln (Anbaufläche: 13.525 ha), 388.122 t Weizen (Anbaufläche: 248.908 ha) sowie 1844 t Gerste (Anbaufläche: 1460 ha) und 1512 t Hafer (Anbaufläche: 1416 ha) geerntet. Gemüse wie z. B. Erbsen, Bohnen, Zwiebeln, Knoblauch, Auberginen, Tomaten, Möhren und Gurken werden u. a. in verschiedenen Oasen der Wüste Gobi angebaut, wie z. B. in der Oase Dal im Aimag Ömnögobi. Einige der von Touristen zur Übernachtung bevorzugten Jurtencamps verfügen über eigene Gewächshäuser, in denen zur Bewirtung der Touristen ebenfalls Gemüse angebaut wird.
Obwohl die Flüsse und Süßwasserseen der Mongolei fischreich sind, ist die Fischerei von untergeordneter Bedeutung, da Fisch in der Ernährung der Bevölkerung traditionell nur eine geringe Rolle spielt. In den 1980er Jahren begann man mit dem Aufbau einer fischverarbeitenden Industrie für den Export. 1986 wurden jedoch nur 400 t Fisch in der Mongolei gefangen.

### Zukunft der Agrartechnologie
Auch in der Mongolei wird die Gewächshaustechnik, die Hydrokultur und die Vertikale Landwirtschaft als ein wichtiger Meilenstein zur Förderung der landwirtschaftlichen Produktion gesehen. Mit internationaler Unterstützung entstehen immer mehr Projekte. Seit 2021 wird ein Projekt in Zusammenarbeit mit der Mongolian University of Life Sciences (MULS) durchgeführt und von der Regierung der Republik Korea finanziert. In Ulaanbaatar wurde 2023 das Projekt Glasgewächshaus für hydroponische Gurken gestartet.

## Finanzwirtschaft

### Kapitalmarkt
Das Land führt seit 1991 eine Wertpapierbörse, welche als Mongolian Stock Exchange bekannt ist.

### Währung
Das offizielle Zahlungsmittel der Mongolei ist der mongolische Tugrik. Die Bank der Mongolei, soll als Zentralbank des Landes unter anderem dessen Stabilität gewährleisten.

## Kennzahlen
Alle BIP-Werte sind in US-Dollar (Kaufkraftparität) angegeben. Das Bruttoinlandsprodukt (BIP) für 2017 wird auf 10,9 Milliarden US-Dollar geschätzt. In Kaufkraftparität beträgt das BIP 39,7 Milliarden US-Dollar oder 13.000 US-Dollar je Einwohner. Das reale Wachstum betrug 5,0 %. Dank einem jahrelangen starken Wirtschaftswachstum gehört das Land zu den Nationen mit mittlerem Einkommen.
| Jahr                            | 1990      | 1995      | 2000      | 2005       | 2006       | 2007       | 2008       | 2009       | 2010       | 2011       | 2012       | 2013       | 2014       | 2015       | 2016       | 2017       |
| ------------------------------- | --------- | --------- | --------- | ---------- | ---------- | ---------- | ---------- | ---------- | ---------- | ---------- | ---------- | ---------- | ---------- | ---------- | ---------- | ---------- |
| BIP (Kaufkraftparität)          | 7,42 Mrd. | 7,25 Mrd. | 9,02 Mrd. | 13,97 Mrd. | 15,57 Mrd. | 17,39 Mrd. | 19,12 Mrd. | 18,86 Mrd. | 20,49 Mrd. | 24,53 Mrd. | 28,06 Mrd. | 31,83 Mrd. | 34,96 Mrd. | 36,18 Mrd. | 37,09 Mrd. | 39,70 Mrd. |
| BIP pro Kopf (Kaufkraftparität) | 3.581     | 3.245     | 3.774     | 5.482      | 6.039      | 6.649      | 7.187      | 6.961      | 7.437      | 8.802      | 9.880      | 11.043     | 11.948     | 12.183     | 12.307     | 12.979     |
| BIP Wachstum (real)             | −2,5 %    | 6,4 %     | 1,1 %     | 6,5 %      | 8,2 %      | 8,8 %      | 7,8 %      | −2,1 %     | 7,3 %      | 17,3 %     | 12,3 %     | 11,6 %     | 7,9 %      | 2,4 %      | 1,2 %      | 5,1 %      |
| Inflation (in Prozent)          | …         | 63,4 %    | 11,6 %    | 12,5 %     | 4,5 %      | 2,1 %      | 26,8 %     | 6,3 %      | 10,2 %     | 7,7 %      | 15,9 %     | 8,6 %      | 12,9 %     | 5,9 %      | 0,6 %      | 4,6 %      |